# داسيا دستر
بالنسبة للمركبة على الطرق الوعرة التي تم بيعها باسم داسيا دستر في بعض الأسواق خلال الثمانينيات والتسعينيات، انظر ARO 10.
داسيا دستر (بالإنجليزية: Dacia Duster)‏ هي سيارة مضغوطة ورياضية متعددة الأغراض (دفع رباعي)، أنتجت في 2009 وهي من صناعة داسيا بالاشتراك مع الشركة الفرنسية رينو. ويتم تسويقها في بعض الأسواق، مثل الهند، إيران وروسيا وكازاخستان، والمكسيك، وجنوب أفريقيا، وأوكرانيا، وفي أمريكا الجنوبية. وتمت هندسة هويتها في كل من روسيا والهند تحت اسم نيسان تيرانو. وقد تم الإعلان عنها رسمياً في 2010 في رواق معرض جنيف للسيارات، وهي ثالث نموذج في سلسة لوغان، بعد سانديرو.
في 2014، تم بيع 40 % من وحدات دستر في جميع أنحاء العالم.

## مقدمة
داسيا داستر Dacia Duster هي سيارة رياضية متعددة الاستخدامات (دفع رباعي) تم إنتاجها وتسويقها بشكل مشترك من قبل الشركة المصنعة الفرنسية رينو وفرعها الروماني داسيا منذ عام 2010. وهي حالياً في جيلها الثاني، وتم إطلاقها في خريف عام 2017. ويتم تسويقها باسم رينو نفض الغبار في أسواق معينة مثل الهند وإندونيسيا وإيران وكازاخستان وروسيا والمكسيك ونيبال ومصر والشرق الأوسط وجنوب إفريقيا وأوكرانيا وأمريكا الجنوبية.
تمت إعادة ترسيخ الجيل الأول وإعادة تصميمه ليصبح نيسان تيرانو في بلدان رابطة الدول المستقلة والهند. تم تقديمه منذ مارس 2010، وهو النموذج الثالث لعلامة داسيا التجارية القائمة على منصة لوغان، بعد ساندرو.
تم إطلاق شاحنة البيك آب ذات الكابينة المزدوجة ذات الأربعة أبواب في نهاية عام 2015 في أمريكا الجنوبية، وتم تسويقها باسم رينو دستر أورش، بينما تم طرح داسيا داستر بيك اب في عام 2020.

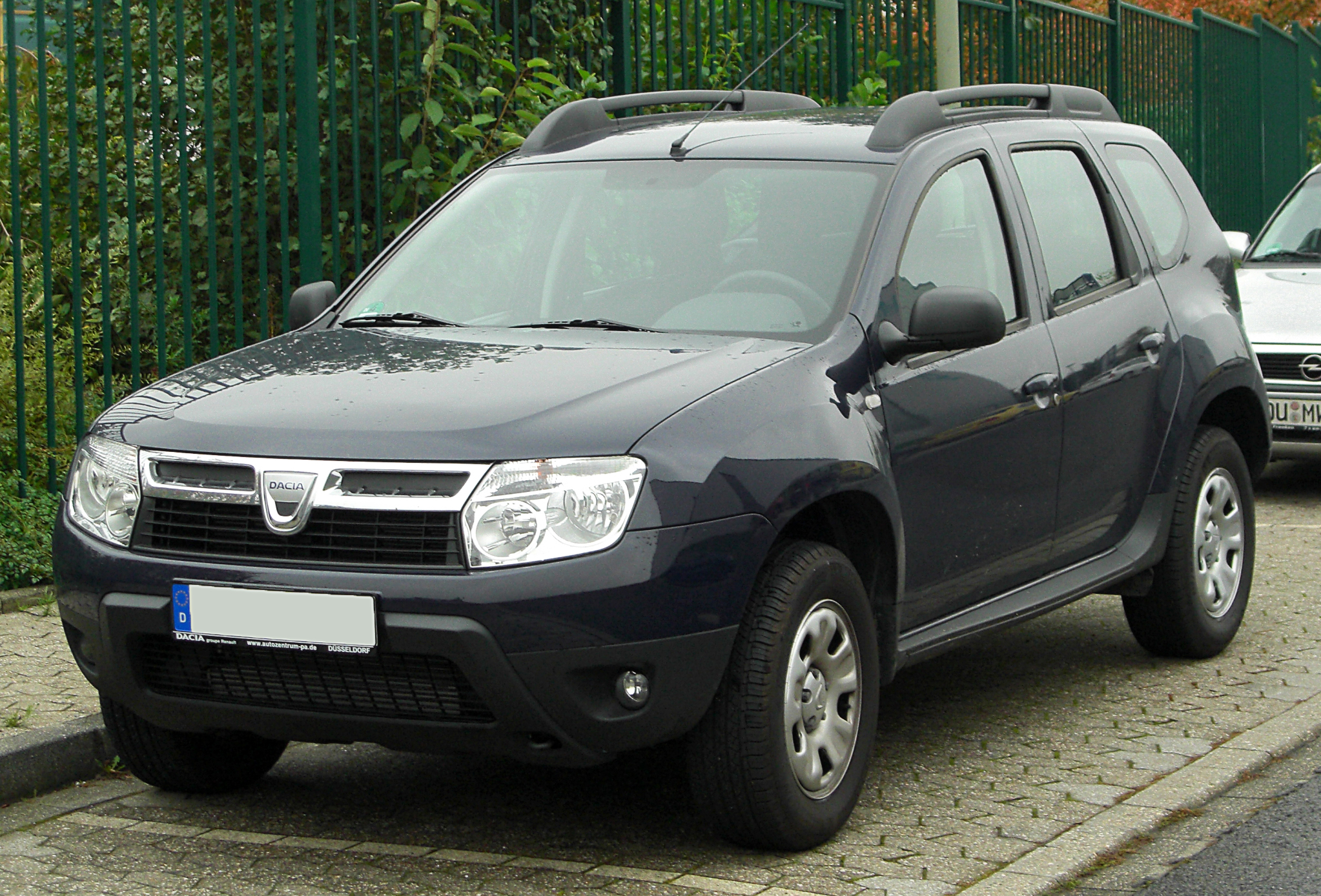

| الجيل الأول (إتش أس)       | الجيل الأول (إتش أس) |
| -------------------------- | --- |
| داسيا دستر ما قبل شد الوجه | |
| ملخص                       | |
| أيضا يسمى                  | رينو داسترنيسان تيرانو |
| إنتاج                      | 2009-20172012-2020 (البرازيل)2011-2021 (روسيا)2012 إلى الوقت الحاضر (الهند) |
| المجسم                     | - رومانيا: ميوفيني - البرازيل: ساو جوزيه دوس بينهايس (رينو البرازيل ) - كولومبيا: إنفيغادو (سوفاسا) - روسيا: موسكو (أفتوفراموس / رينو روسيا ) - الهند: تشيناي (رينو الهند ) - إندونيسيا: شرق جاكرتا (المجمعون الوطنيون ) |
| مصمم                       | تصميم رينو أوروبا الوسطى |
| الجسم والشاسيه             | |
| نمط الجسم                  | 5-باب دفع رباعي4-باب البيك اب |
| منصة                       | منصة داسيا B0 |
| متعلق ب                    | داسيا لوجانداسيا سانديرورينو داستر أوروتشرينو كابتور (الوصول العالمي)نيسان كيكس (P16) |
| مجموعة نقل الحركة          | |
| محرك                       | 1.2 لتر I4 تيربو (بنزين)1.5 لتر I4 (بنزين)1.6 لتر I4 (بنزين)1.6 لتر I4 (بنزين / إيثانول)1.6 لتر I4 (بنزين / غاز نفطي المسال)2.0 لتر I4 (بنزين)2.0 لتر I4 (بنزين / إيثانول)1.5 لتر I4 (ديزل)                              |
| توصيل                      | 5 سرعات يدوي6 سرعات يدوية4 سرعات أوتوماتيكية6 سرعات الآلي اليدوي-X ترونيك CVT |
| أبعاد                      | |
| قاعدة العجلات              | 2,673 ملم (105.2 بوصة) (عربة)2,829 ملم (111.4 بوصة) (بيك أب) |
| طول                        | 4315 مم (169.9 بوصة) (عربة)4700 مم (185.0 بوصة) (بيك أب) |
| عرض                        | 1,822 مم (71.7 بوصة) |
| ارتفاع                     | 1,630 - 1,690 ملم (64.2 - 66.5 بوصة) |
| كبح الوزن                  | 1,160 - 1,294 كجم (2,557 - 2853 رطلاً) |

## الجيل الأول (إتش أس 2010)

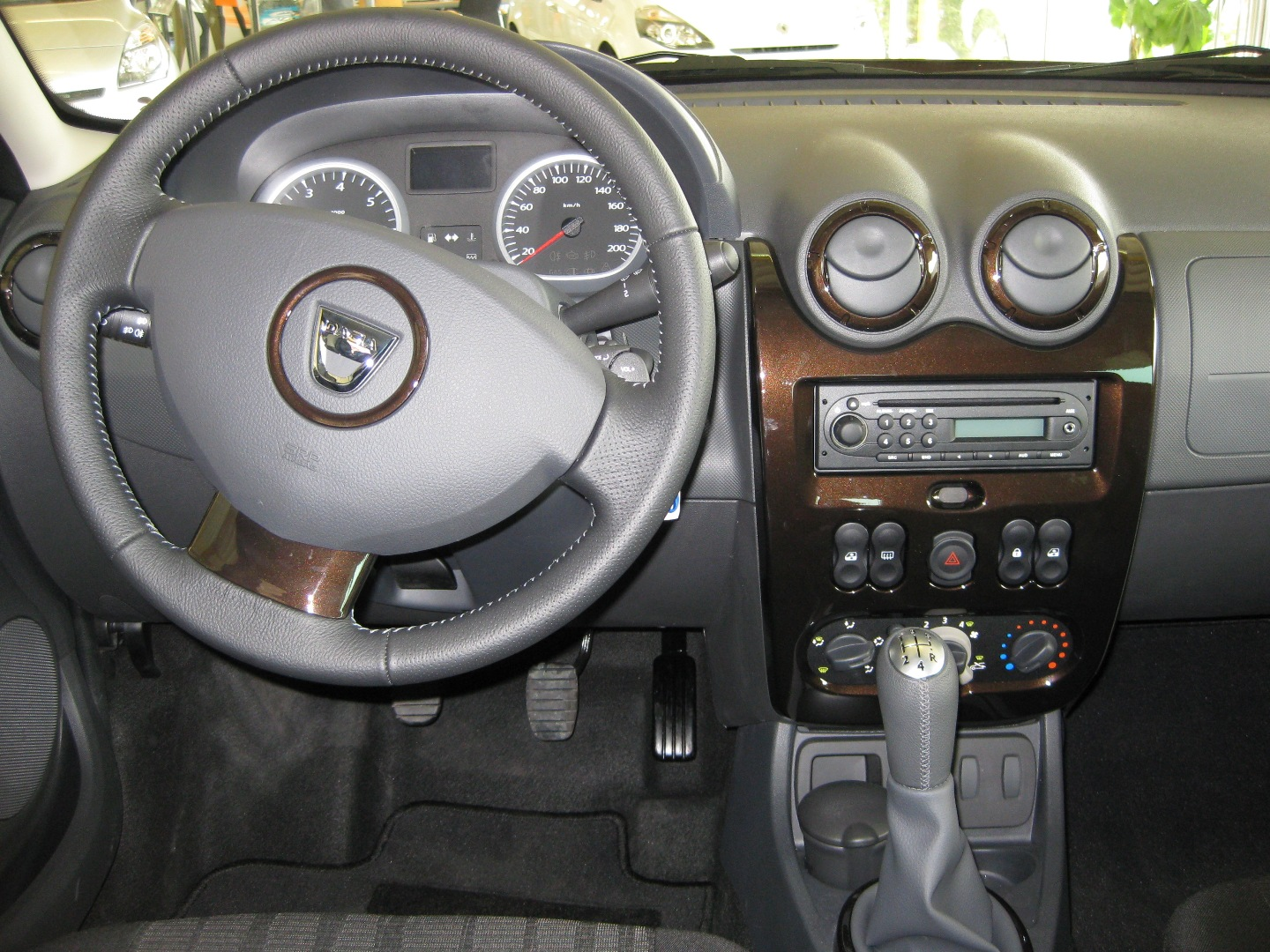
من الداخل

### التصميم
تم تقديم دستر في البداية في نسخة سباقات الجليد المعدة لكأس أندروس، والتي تم تقديمها لأول مرة في 17 نوفمبر 2009. تم الكشف عن نسخة الإنتاج لوسائل الإعلام في 8 ديسمبر 2009، وتم إطلاقها لاحقاً في معرض جنيف للسيارات في مارس 2010.
استناداً إلى منصة B0، يبلغ طول دستر 4.31 متر (169.7 بوصة) وعرضه 1.82 متر (71.7 بوصة) ويبلغ ارتفاعه عن الأرض 210 ملم (8.3 بوصة). تبلغ مساحة صندوق الأمتعة الخاصة بها 475 لتراً (16.8 قدماً مكعباً)، في حين أن المقعد الخلفي مطوي وميل للأمام، يمكن أن تتجاوز قدرته على الحمل 1600 لتر (57 قدماً مكعباً).
يتم تقديم دستر بدفع بعجلتين أو دفع رباعي. تستفيد متغيرات الدفع الرباعي من نظام الدفع الرباعي من نيسان، والذي يسمح للسائق بالاختيار من بين ثلاثة أوضاع قيادة مختلفة: تلقائي، حيث يتم تشغيل الدفع الخلفي تلقائياً في حالة فقدان العجلات الأمامية للقبض، قفل، حيث يتم تغذية 50 في المائة من عزم الدوران بشكل ثابت من خلال المحور الخلفي، والدفع الثنائي حيث يتم قفل ناقل الحركة بالدفع بالعجلات الأمامية لتحقيق أقصى قدر من الكفاءة في استهلاك الوقود.

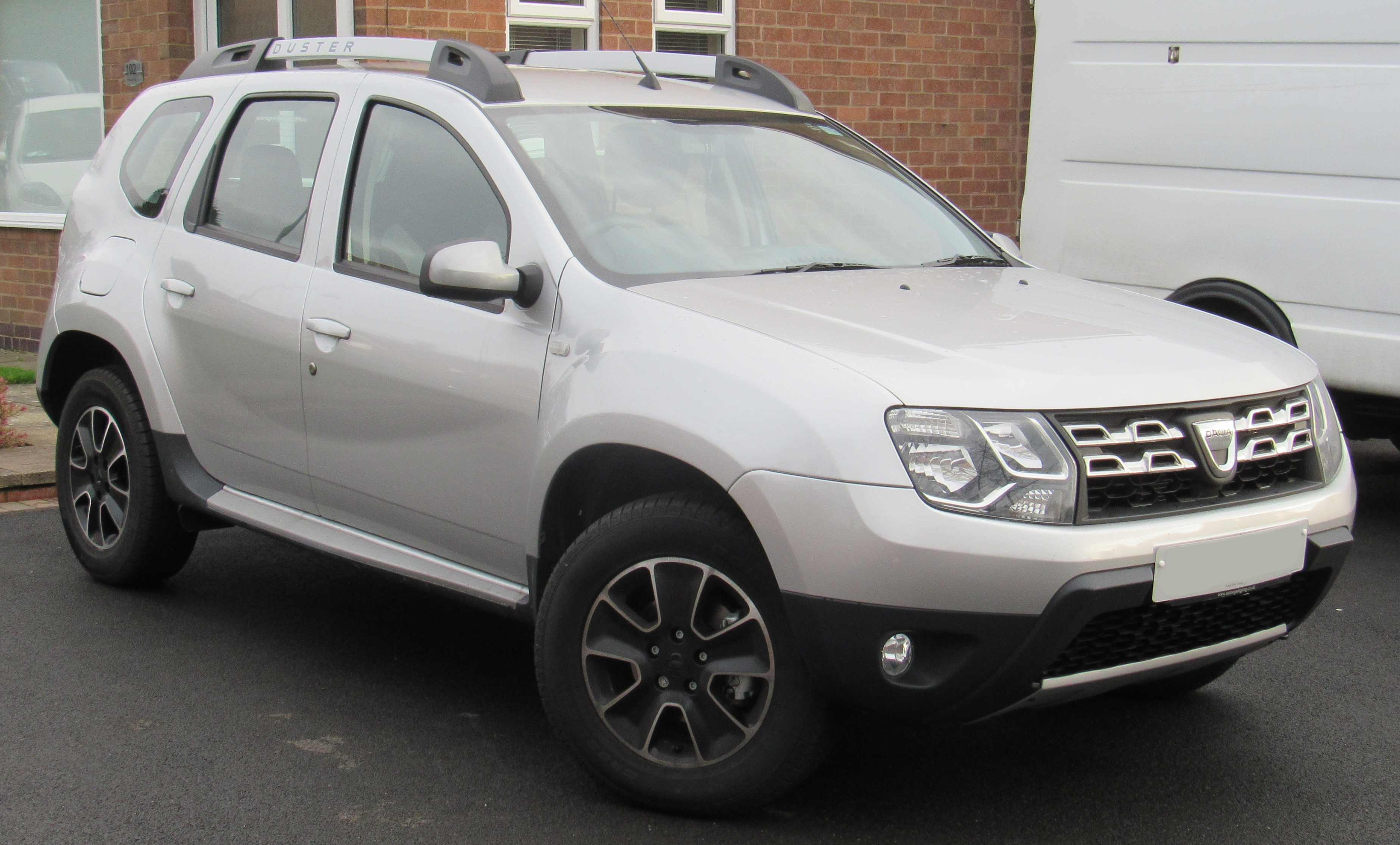
بعد شد الواجهة (2017)

### شد الوجه
في سبتمبر 2013، تم تقديم داسيا دستر المحسّن في معرض فرانكفورت للسيارات. تلقى التصميم الخارجي تغييرات مهمة في المقدمة مع شبكة جديدة مطلية بالكروم ومصابيح أمامية أعيد تصميمها وقضبان سقف معاد تصميمها وعجلات جديدة مقاس 16 بوصة وتعديلات متواضعة في الخلف. تم تجديد التصميم الداخلي أيضاً، مع تصميم وميزات مشابهة لتلك التي تم تقديمها في العام السابق على الطرازات الجديدة في مجموعة داسيا. تم تقديم محرك تيربو TCe 125 جديد سعة 1.2 لتر بالحقن المباشر.

### الأمان
تتميز داسيا دستر بميزة أي بي أس 8.1 بوش، بالإضافة إلى توزيع قوة الكبح الإلكترونية ومساعدة الفرامل في حالات الطوارئ. كما يتميز أيضاً بالتحكم الإلكتروني بالثبات كخيار في إصدارات معينة، بالإضافة إلى التحكم في التوجيه والتحكم في الجر. يسمح هذا الخيار أيضاً بنقل عزم الدوران بعيداً عن عجلة الدوران في وضع 4x4 لتحسين الجر عند حدوث دوران قطري للعجلة.
على جبهة السلامة السلبية، تأتي داسيا دستر بشكل قياسي مع وسادتين هوائيتين أماميتين (حسب السوق) وأحزمة أمان ثلاثية النقاط مع محددات الحمولة للمقاعد الأمامية. اعتماداً على الإصدار، تم تركيب وسادتين هوائيتين جانبيتين للرأس / الصدر بالإضافة إلى وسائد هوائية أمامية للسائق والراكب لتوفير حماية إضافية في حالة الاصطدام الجانبي. تكمل شدادات الألعاب النارية للمقاعد الأمامية (حسب الإصدار) نظام داسيا دستر للاحتفاظ.
في عام 2011، تم اختبار دستر بواسطة برنامج تقييم السيارات الأوروبية الجديدة، وحصلت على تصنيف ثلاث نجوم. تم منحها 27 نقطة (74٪) لحماية الركاب البالغين، 38 نقطة (78٪) لحماية الركاب الأطفال، 10 نقاط (28٪) لحماية المشاة ونقطتين (29٪) لميزات مساعدة السلامة. في الفئة الأخيرة، تأثر التصنيف بعدم وجود محدد السرعة وحقيقة أن التحكم الإلكتروني بالثبات متاح فقط كخيار.

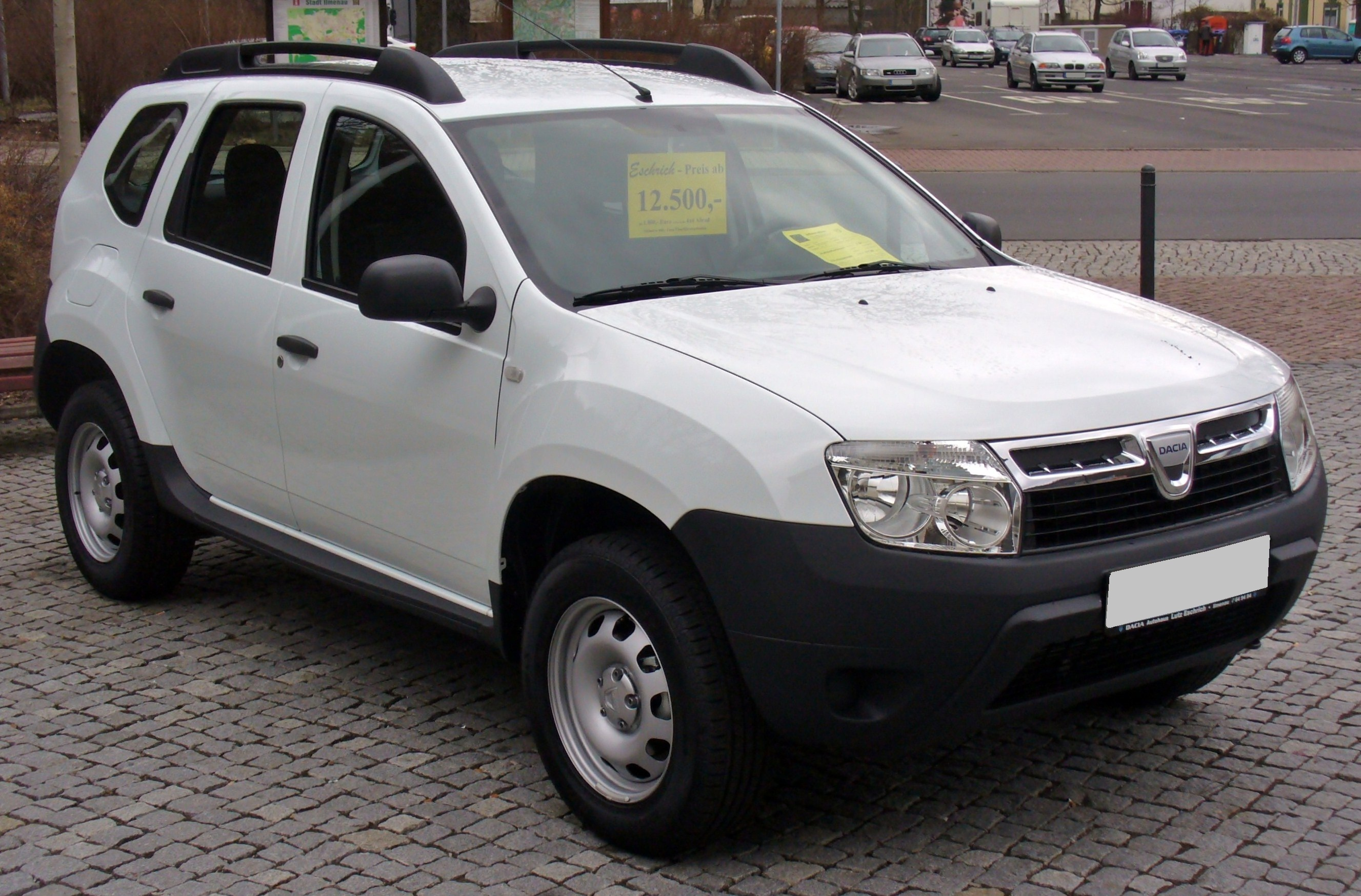
داسيا دستر (أوروبا، ما قبل شد الواجهة)

| امتحان          | نقاط        | ٪           |
| --------------- | ----------- | ----------- |
| شاملة:          | 3 من 5 نجوم | 3 من 5 نجوم |
| راكب بالغ:      | 27          | 74٪         |
| راكب طفل:       | 38          | 78٪         |
| مشاة:           | 10          | 28٪         |
| مساعدة السلامة: | 2           | 29٪         |

### التسويق والإنتاج

#### 2010
يتم تقديم داسيا دستر في أوروبا وتركيا والجزائر والمغرب اعتباراً من مارس 2010، بأسعار تبدأ من 11900 يورو (أو10500 يورو في السوق المحلية الرومانية) لنسخة الدفع الثنائي، ومن 13900 يورو (أو 11500 يورو في رومانيا المحلية) لإصدار 4x4.
اعتباراً من يونيو 2010، تتوفر دستر أيضاً في أوكرانيا والأردن وسوريا ومصر ولبنان وفي بعض البلدان الأفريقية التي تحمل شارة رينو، بينما تم بيعها في عام 2011 في دول الخليج العربي.

#### 2011
في يونيو 2011، كشفت رينو عن داستر في أمريكا الجنوبية في معرض بوينس آيرس للسيارات. سيتم إنتاجه في مصنع كوريتيبا في البرازيل للتوزيع في البرازيل والأرجنتين وتشيلي، وفي مصنع سوفاسا في كولومبيا، ليتم بيعه في المكسيك والإكوادور مع التخطيط لبدء التسويق في الربع الأخير من عام 2011.
منذ عام 2011، يتوفر إصدار الوقود المرن (الإيثانول) في العديد من دول أوروبا الغربية، بينما يتوفر إصدار الوقود الثنائي (غاز نفطي مسال)، في أوروبا الشرقية وإيطاليا وألمانيا وإسبانيا وهولندا.

#### 2012
في عام 2012، تم تقديم دستر أيضاً في أيرلندا.
يتم تصنيع دستر في مصنع أفتوفراموس في موسكو، روسيا بحوالي 80.000 كمية سنوية، وهي متاحة منذ 1 مارس 2012 بأسعار تبدأ من حوالي 14400 دولار وتصل إلى 200000 بيع في 2.5 سنة.

#### 2013
اعتباراً من يناير 2013، يتوفر إصدار وقود ثنائي Bi-Fuel أيضاً في فرنسا. أثبت إصدار Bi-Fuel الوقود الثنائي (غاز نفطي مسال) أنه شائع جداً في بولندا. نظراً لأن محرك دستر K4M يحتوي على رافعات هيدروليكية، فإن إصدار الغاز النفطي المسال لا يحتاج إلى تعديلات منتظمة على الصمام.

#### 2014
في عام 2014، تم تصنيف 40٪ من وحدات دستر المباعة في جميع أنحاء العالم باسم داسيا و60٪ (70٪ في 2013) باسم رينو.
اعتباراً من عام 2014، أصبحت المملكة المتحدة وإيرلندا وبلجيكا ورومانيا ولوكسمبورغ هي الدول الوحيدة في الاتحاد الأوروبي التي لا تقدم داسيا إصدار (غاز نفطي مسال).

#### 2015
في يونيو 2015، تم إطلاق نسخة محدثة من دستر في روسيا مع بعض المحركات والميزات المحسنة. تم إطلاق علامة داسيا التجارية في عام 2012 في المملكة المتحدة.
حازت داستر على لقب «سيارة العام الاسكتلندية»، و«سيارة الدفع الرباعي لهذا العام» و«سيارة الميزانية للعام» من قبل رابطة الكتاب الاسكتلنديين للسيارات.

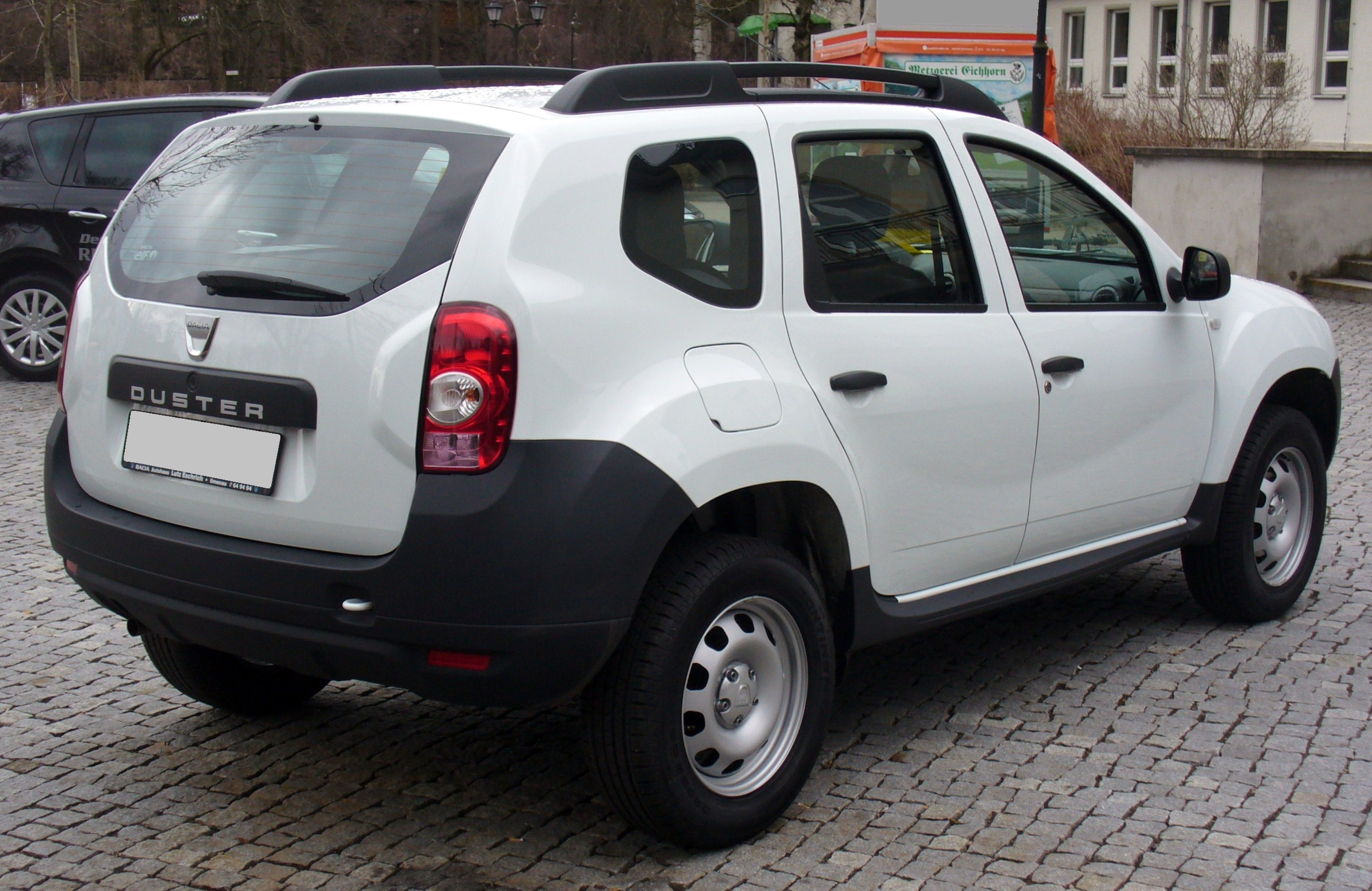
داسيا دستر (أوروبا، ما قبل شد الواجهة)

#### المملكة المتحدة
تم إطلاق داسيا دستر في المملكة المتحدة في عام 2012، وحصلت على العديد من الجوائز منذ ذلك الحين، بما في ذلك: توب جير سيارة العام لعام 2012، وسيارة العام الاسكتلندية 2012، و2014 Carbuyer.co.uk أفضل صغير سيارات الدفع الرباعي.
دستر هي السيارة الأكثر مبيعاً لشركة داسيا في المملكة المتحدة، حيث حققت مبيعات 20000 اعتباراً من عام 2016، من إجمالي 70,000 مبيعات داسيا في نفس الفترة.

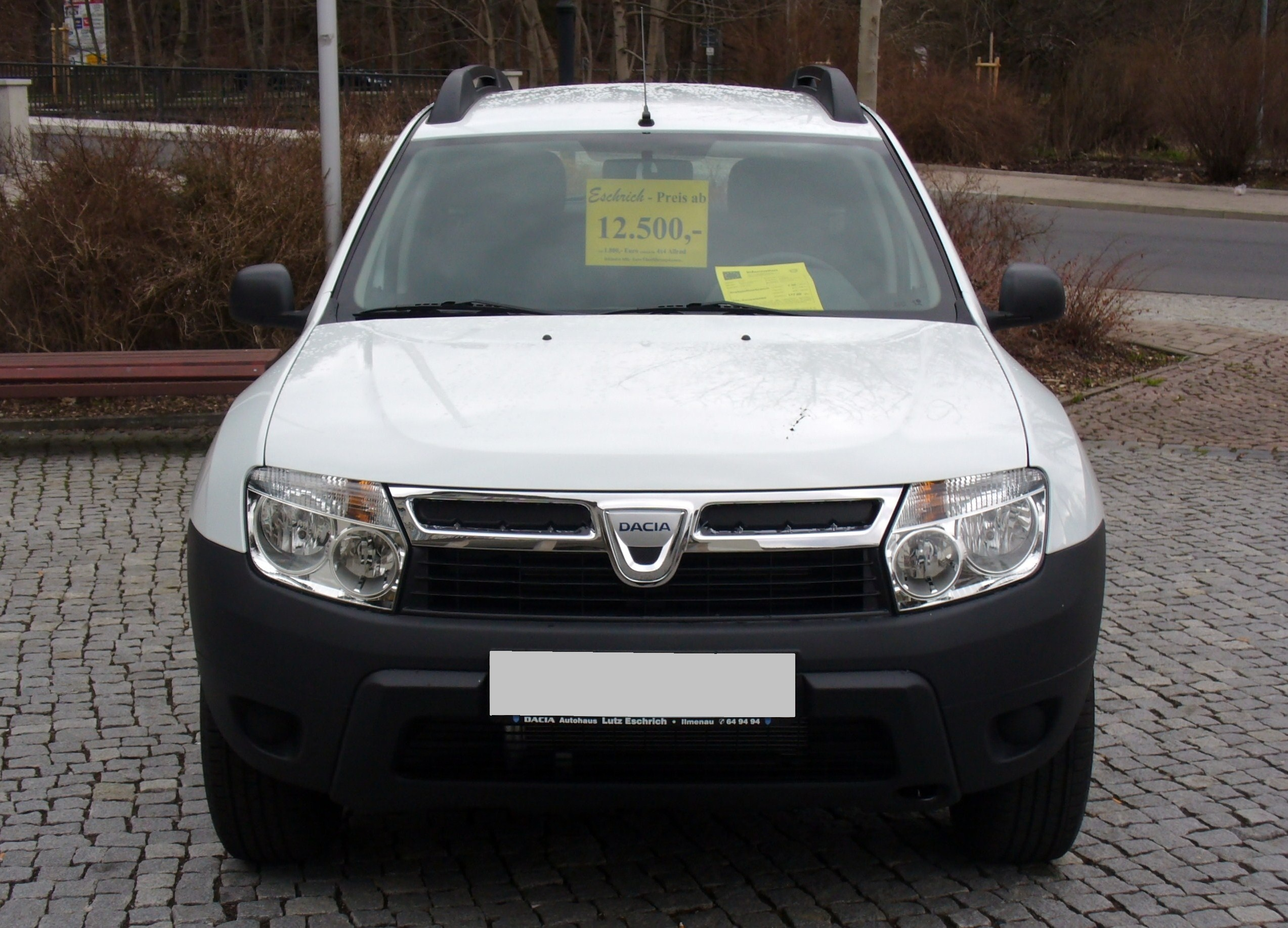

#### روسيا
تم تقديم دستر في روسيا في عام 2012، باسم رينو دستر. جعلت قدراتها على الطرق الوعرة مقابل السعر المتواضع نسبياً دستر تحظى بشعبية كبيرة. تسبب الطلب الأولي القوي في فترات انتظار للطلب المسبق تصل إلى 18 شهراً. في النصف الأول من عام 2013، باعت رينو داستر 40710 وحدة، مما يجعلها رابع أفضل طراز سيارة مبيعاً في روسيا بشكل عام.  تم تكييف دستر مع توقعات المستهلكين الروس مع نظام رينو ستار المبتكر لبدء تشغيل المحرك عن بُعد، وهو مفيد خلال الأيام الباردة لتسخين جسم السيارة ومحركها، مما يقلل من الانبعاثات الملوثة.
في يونيو 2015، تم إطلاق نسخة متجددة من دستر في روسيا بمجموعة جديدة من المحركات الأكثر قوة ومنخفضة الاستهلاك، علبة تروس أوتوماتيكية، وبعض الخيارات الجديدة، وبيئة العمل الداخلية الجديدة ومواد الديكور الداخلي، والتصميم الخارجي.

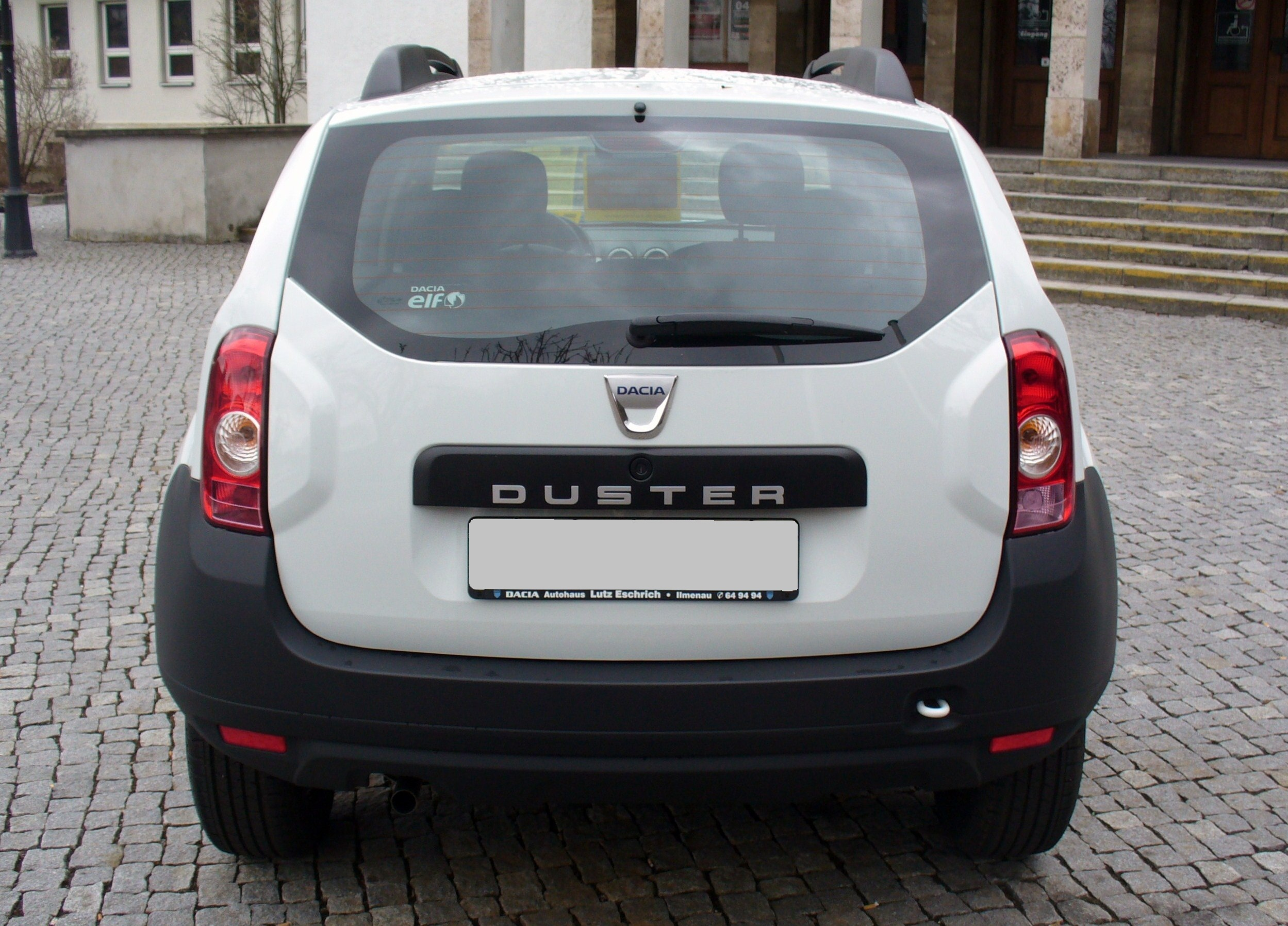

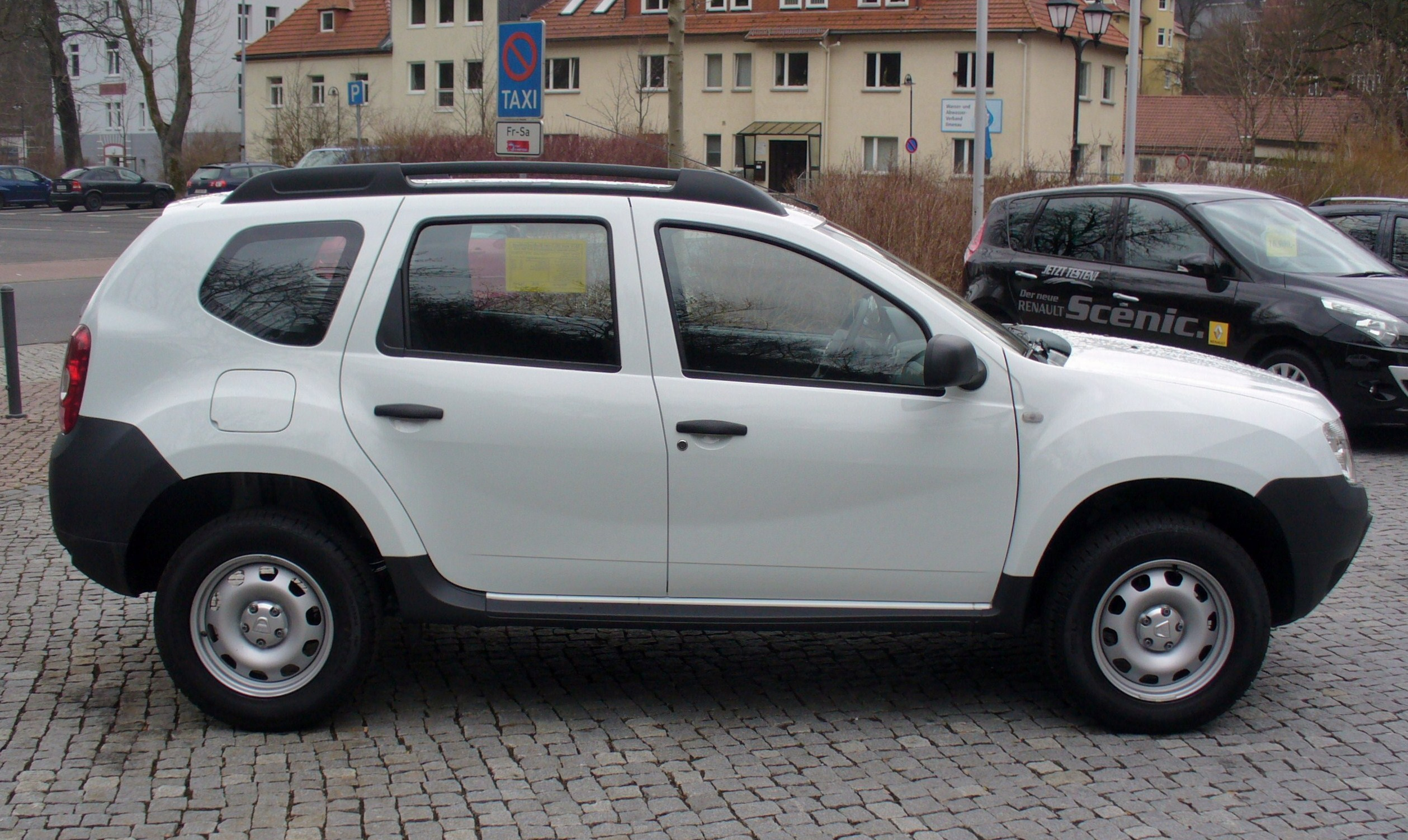

#### الهند
أطلقت رينو دستر في 4 يوليو 2012 في الهند، مع تعديلات مختلفة للسوق الهندي. تم تعزيز التعليق والجانب السفلي من السيارة لزيادة ملاءمة السيارة للطرق الوعرة. يتوفر دستر حالياً في عشرة أنواع مختلفة، منها ثمانية ديزل واثنان بنزين. يحتوي هذا الإصدار على بعض ميزات الأمان الإضافية بشكل قياسي، بما في ذلك مصابيح تحذير الباب، والقفل المركزي، وغطاء حماية المحرك. كما أنها تأتي مع ميزات أمان مثل نظام الفرامل المانعة للانغلاق، ومساعدة الفرامل في حالات الطوارئ، والتوزيع الإلكتروني لقوة الفرامل، ووحدة التحكم في الثبات، وسائد هوائية أمامية وميزات شد أحزمة الأمان ثلاثية النقاط.
أطلقت رينو الهند أيضاً إصدار الدفع الرباعي من دستر. يمكن التحكم في ميزة الدفع الرباعي في سيارات الدفع الرباعي من خلال مفتاح تبديل، والذي يحتوي على ثلاثة خيارات للاختيار من بينها - دفع بعجلتين، ودفع أوتوماتيكي، ودفع رباعي يمكن قفله يدوياً.

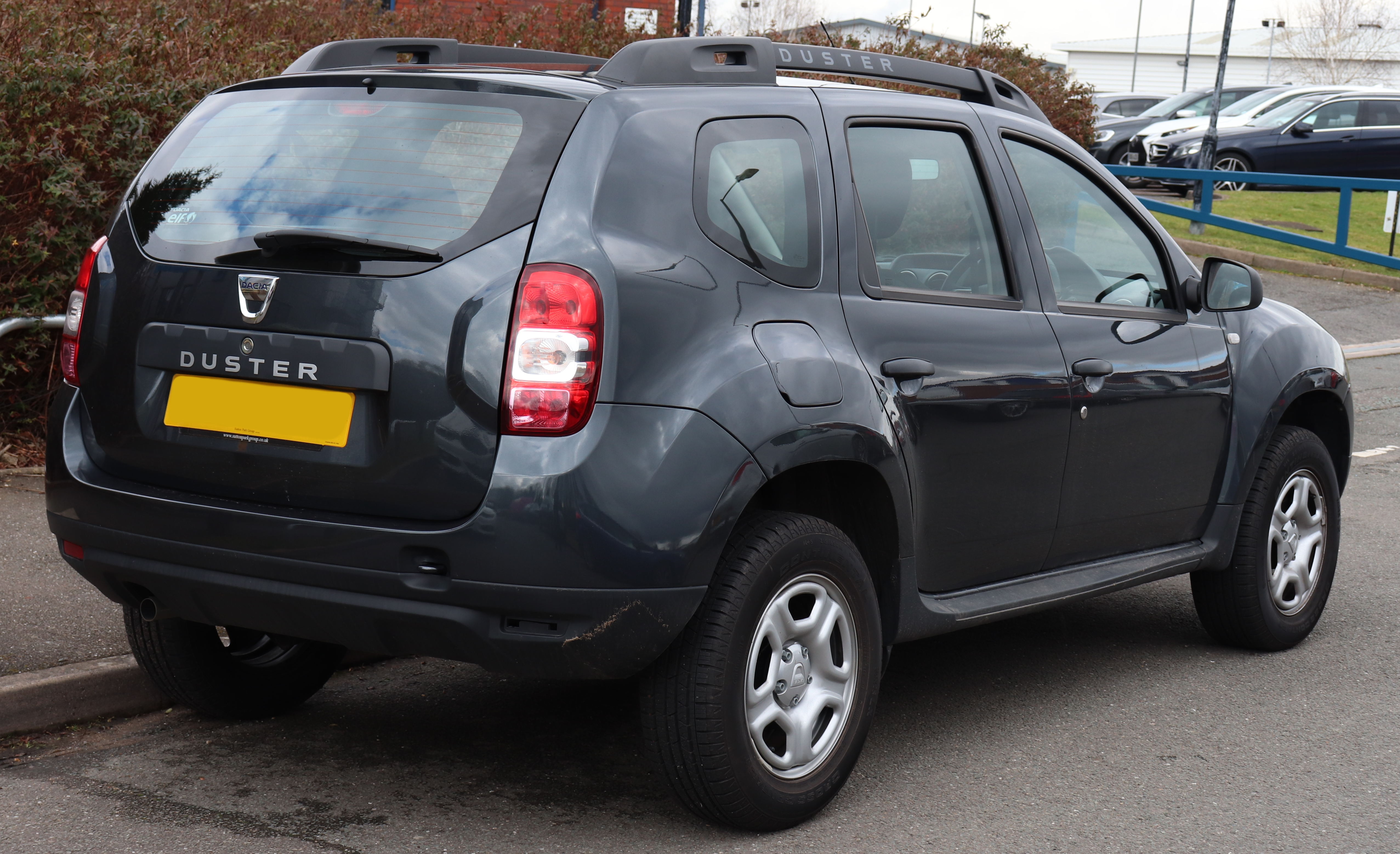
داسيا _{\} عملية شد الواجهة (المملكة المتحدة)

#### جنوب أفريقيا
قُدمت رينو دستر في جنوب إفريقيا في أكتوبر 2013. كما تم استيراد دستر في الأصل من الهند، حيث يتم إنتاجها أيضاً تحت العلامة التجارية داسيا لأسواق أخرى للقيادة على اليمين، وهي المملكة المتحدة وإيرلندا وقبرص ومالطا. في سبتمبر 2015، تلقت جنوب إفريقيا النسخة المحسنة من داستر، مع استيراد السيارات من رومانيا.

#### كولومبيا
تم طرحها في عام 2012 باسم رينو داستر، وكانت أفضل سيارات الدفع الرباعي مبيعاً في البلاد منذ ذلك الحين. يتم تجميعه في مصنع سوفاسا في إنفيجادو، في أربعة إصدارات:
- 1.6 (التعبير): يزود الوسادة الهوائية للسائق والنوافذ الكهربائية الأمامية. يتم تشغيله بواسطة محرك 1.6 لتر 16صمام، 110 حصان. يجهز أيضاً علبة تروس يدوية 5 سرعات.
- 2.0 ديناميك: وهي مزودة بوسادتين هوائيتين أماميتين ونوافذ كهربائية خلفية ونظام أي بي أس ومصابيح ضباب وعجلة جلدية ومرايا كهربائية وعلبة تروس يدوية بست سرعات. يتضمن أيضاً نظام جي بي سي ومقاعد جلدية اختيارية.
- 2.0 AT: لديها نفس المعدات مثل إصدار ديناميك. يجهز علبة تروس أوتوماتيكية 4 سرعات.
- 2.0 ديناميك 4X4: وهي مجهزة بنفس إصدار ديناميك، ولكنها تتضمن نظام دفع رباعي ومصابيح خلفية سوداء.

يتم تصدير دستر من كولومبيا في الغالب إلى دول مثل المكسيك والإكوادور وبوليفيا. يتم تشغيل جميع الإصدارات بواسطة محرك بنزين ذو 16 صماماً. أيضاً، منذ مايو 2014، تم تضمين نظام ميديا ناف مع جي بي أس في إصدارات ديناميك كخيار.

#### رومانيا
في أكتوبر 2015، تم إصدار إصدار خاص يسمى «داسيا دستر متصل بواسطة أورانج» يضم نقطة اتصال واي فاي مع عقد مجاني لمدة عامين من مشغل الهاتف المحمول أورانج، وكاميرا الرؤية الخلفية، وطلاء بني جديد، إصدار جديد من جنوط مقاس 16 بوصة ومقاعد أمامية مدفأة كهربائياً.

### رينو داستر أوروتش
المقال الرئيسي: رينو داستر أوروتش
رينو داستر أوروتش هي نسخة بيك آب مزدوجة الكابينة من داستر. دستر أورش هي أول شاحنة صغيرة تحمل شارة رينو وتخلق نطاقاً جديداً في سوق البيك أب: 30 سم أكبر من الصغيرة وأصغر من البيك أب الكبير، ولكن مع 4 أبواب حقيقية بدلاً من ذلك من 2 أو 3 للبيك اب الأصغر المعتاد. تم كشف النقاب عنها في 18 يونيو 2015 في معرض بوينس آيرس للسيارات وتمت معاينتها بواسطة مفهوم سيارة في معرض ساو باولو للسيارات 2014.

يتوفر دستر أورش منذ سبتمبر 2015 في أمريكا الجنوبية وسيحصل على علبة تروس أوتوماتيكية في عام 2016. يتم تشغيله إما بمحرك 1.6 لتر أو 2.0 لتر بنزين، مقترن بعلبة تروس ذات 5 سرعات أو 6 سرعات على التوالي.

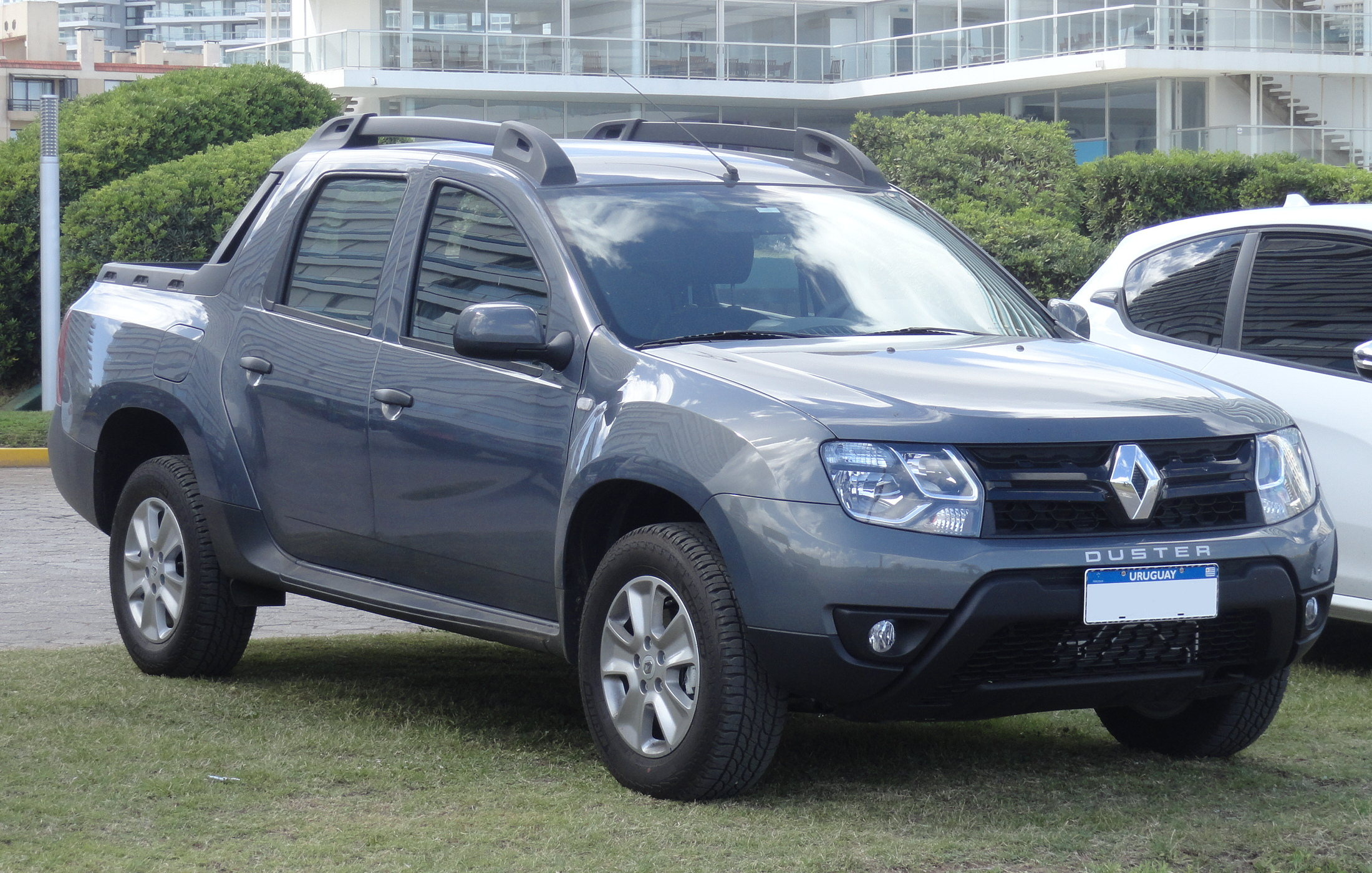
رينو داستر أوروتش 2016
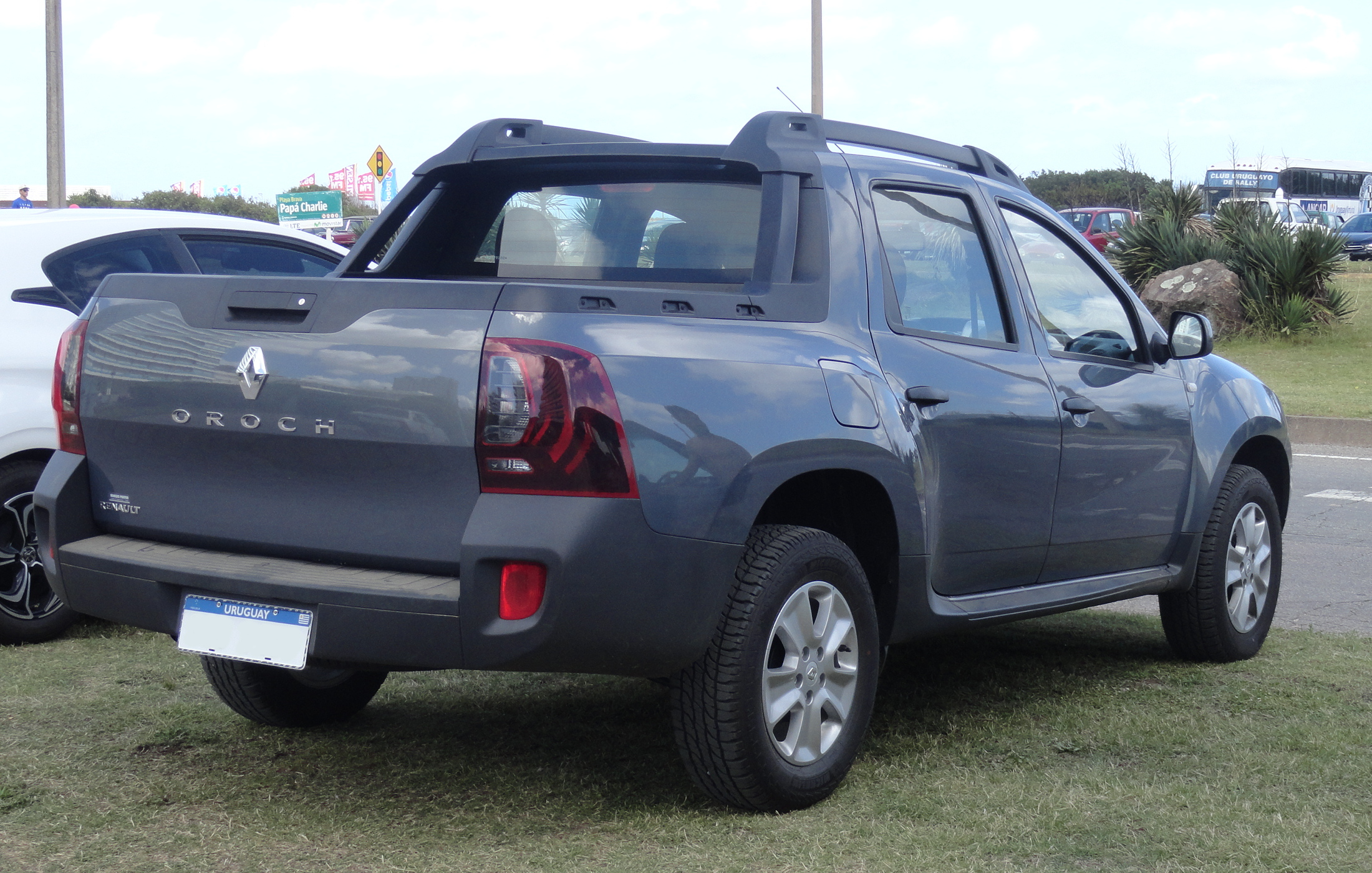
رينو داستر أوروتش 2016

### نيسان تيرانو
تم إعادة تصميم دستر أيضاً وبيعها باسم نيسان تيرانو في أسواق رابطة الدول المستقلة والهند. تم استخدام لوحة الاسم من قبل كاسم بديل لنيسان باثفايندر. خلفتها سيارة نيسان كيكس القائمة على المنصة بي 0.

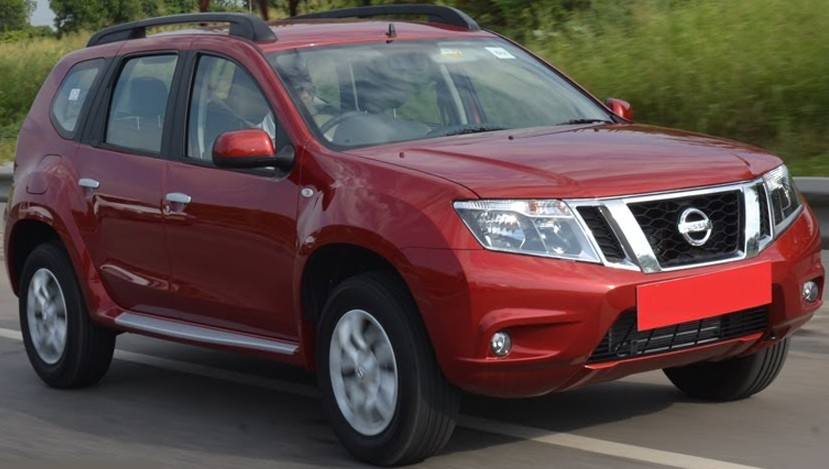
نيسان تيرانو 2013
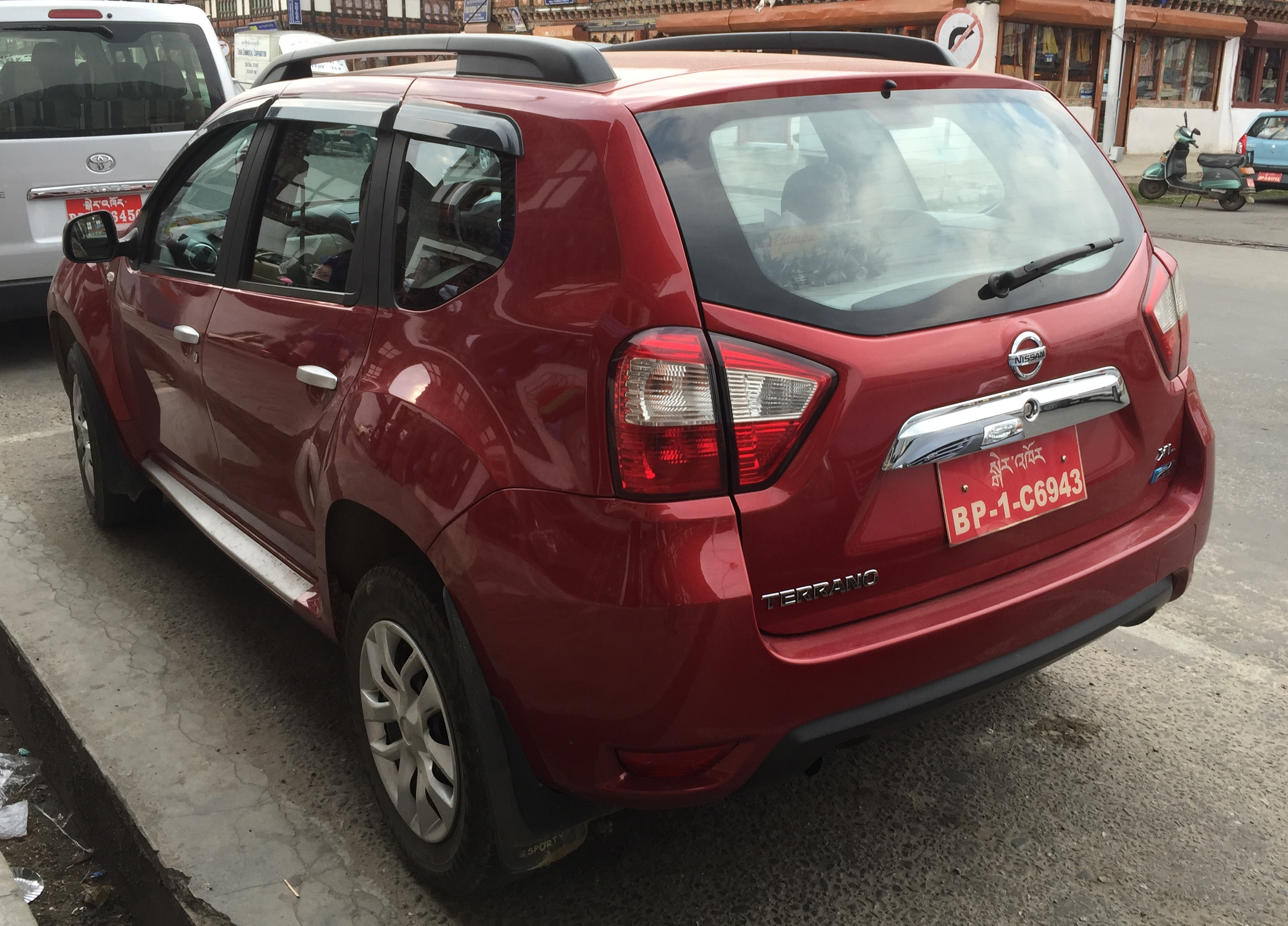
نيسان تيرانو 2013

### استقبال
أجرى الصحفي البريطاني المتخصص في مجال السيارات جوني سميث سيارة داستر في اختبار على الطريق في المغرب من أجل برنامج فيفث جير تي في، واصفا إياه بأنه «لامع». «أنا حقا أحب هذا». وأثنى بشكل خاص على تعامله مع الطرق الجبلية سيئة الصيانة، بينما علق على مستوى التشطيب السيئ. أجرى جيمس ماي اختبار قيادة آخر في المغرب لصالح مجلة توب جير.
حاز داسيا داستر على جائزة «2011أوتوبست» من قبل أعضاء لجنة تحكيم أوتوبست، القادمين من خمسة عشر دولة (بلغاريا، كرواتيا، جمهورية التشيك، قبرص، مقدونيا، المجر، بولندا، رومانيا، روسيا، صربيا، سلوفاكيا، سلوفينيا، تركيا وأوكرانيا ومالطا). حدد عشرة أعضاء من لجنة التحكيم المنفضة على أنها الفائز، بعد تسجيلها في 13 معياراً مثل استهلاك الوقود، وتعدد الاستخدامات، والرحابة أو التصميم. تفوقت على رينو فلوينس، واحتلت المركز الثالث.
تم ترشيح داسيا داستر من بين المتأهلين للتصفيات النهائية لجائزة «سيارة العام الأوروبية لعام 2011». وقد نالت الثناء لكونها «صفقة حقيقية»«سائق كفؤ على الطرق الوعرة» فضلاً عن كونها «جذابة» و«عملية».
تم تسمية داسيا دستر «السيارة الاسكتلندية لعام 2012» في حفل أقيم في غلاسكو في 14 أكتوبر 2012. كما حصلت على لقب «صفقة العام 2012» من قبل مجلة توب جير.
في الهند، حصلت رينو داستر على جائزة «أفضل سيارة هندية لعام 2013» من لجنة تحكيم تضم مجلات سيارات رائدة في البلاد.

### تمديد الإنتاج
في أبريل 2019، أكدت شركة رينو إنديا أن الجيل الثاني من رينو داستر لن يأتي إلى الهند. هذا لأن سيارة الجيل الثالث لم تكن مناسبة للبناء التقني الهندي. لذلك، تم تمديد إنتاج الجيل الأول من دستر حتى إطلاق الجيل الثالث من دستر المقرر في عام 2023. أطلقت رينو الهند عملية تجميل ثانية للسيارة، تتميز بمصد محدث وتصميم شبكي يحاكي قليلاً الجيل الثاني من دستر، بما في ذلك فتحة غطاء المحرك  تتلاءم مع شعار رينو، مما يعكس لغة تصميم رينو. يتم تقديمه بمحرك ديزل 1.5 لتر K9K حتى أبريل 2020، عندما تم إيقافه بسبب تنفيذ معايير انبعاثات بهارت المرحلة 6.

### المحركات
| اسم                            | رمز              | الاهلية                         | إعدادات           | قوة                                                       | عزم الدوران                                          | السرعة القصوى                  |
| ------------------------------ | ---------------- | ------------------------------- | ----------------- | --------------------------------------------------------- | ---------------------------------------------------- | ------------------------------ |
| 1.2 تي سي 125                  | H5Ft             | 1,197 سم مكعب (73.0 بوصة مكعبة) | I4 دوهك تيربو     | 92 كيلوواط (125 حصان، 123 حصان) عند 5250 دورة في الدقيقة  | 205 نيوتن متر (151 رطل قدم) عند 2000 دورة في الدقيقة | 175 كم / ساعة (109 ميل / ساعة) |
| 1.5 16 فولت                    | H4K              | 1,498 سم مكعب (91.4 بوصة مكعبة) | I4 دوهك           | 78 كيلو واط (106 حصان، 105 حصان) عند 5600 دورة في الدقيقة | 142 نيوتن متر (105 رطل قدم) عند 4000 دورة في الدقيقة | 160 كم / ساعة (99 ميل / ساعة)  |
| 1.6 16 فولت 105                | K4M 690          | 1,598 سم مكعب (97.5 بوصة مكعبة) | I4 دوهك           | 77 كيلوواط (105 حصان، 103 حصان) عند 5750 دورة في الدقيقة  | 148 نيوتن متر (109 رطل قدم) عند 3750 دورة في الدقيقة | 164 كم / ساعة (102 ميل / ساعة) |
| 1.6 16 فولت الإيثانول          | K4M هاي فليكس    | 1,598 سم مكعب (97.5 بوصة مكعبة) | I4 دوهك           | 84 كيلو واط (114 حصان، 113 حصان) عند 5750 دورة في الدقيقة | 152 نيوتن متر (112 رطل قدم) عند 3750 دورة في الدقيقة | 165 كم / ساعة (103 ميل / ساعة) |
| 1.6 16 فولت غاز البترول المسال | K4M ثنائي الوقود | 1,598 سم مكعب (97.5 بوصة مكعبة) | I4 دوهك           | 75 كيلوواط (102 حصان، 101 حصان) عند 5750 دورة في الدقيقة  | 144 نيوتن متر (106 رطل قدم) عند 3750 دورة في الدقيقة | 162 كم / ساعة (101 ميل / ساعة) |
| 1.6 16 فولت 105                | K4M 606          | 1,598 سم مكعب (97.5 بوصة مكعبة) | I4 دوهك           | 77 كيلوواط (105 حصان، 103 حصان) عند 5750 دورة في الدقيقة  | 148 نيوتن متر (109 رطل قدم) عند 3750 دورة في الدقيقة | 160 كم / ساعة (99 ميل / ساعة)  |
| 2.0 16 فولت                    | F4R              | 1,998 سم مكعب (122 متر مكعب)    | I4 دوهك           | 99 كيلوواط (135 حصان، 133 حصان) عند 5500 دورة في الدقيقة  | 195 نيوتن متر (144 رطل قدم) عند 3750 دورة في الدقيقة | 177 كم / ساعة (110 ميل / ساعة) |
| 2.0 16V الإيثانول              | F4R هاي فليكس    | 1,998 سم مكعب (122 متر مكعب)    | I4 دوهك           | 104 كيلوواط (141 حصان، 139 حصان) عند 5500 دورة في الدقيقة | 205 نيوتن متر (151 رطل قدم) عند 3750 دورة في الدقيقة | 180 كم / ساعة (112 ميل / ساعة) |
| 1.5 تيار مستمر 85              | K9K 796          | 1,461 سم مكعب (89.2 بوصة مكعبة) | I4 دوهك توربوديزل | 63 كيلوواط (86 حصان، 84 حصان) عند 4000 دورة في الدقيقة    | 200 نيوتن متر (148 رطل قدم) عند 1900 دورة في الدقيقة | 156 كم / ساعة (97 ميل / ساعة)  |
| 1.5 تيار مستمر 110             | K9K 896          | 1,461 سم مكعب (89.2 بوصة مكعبة) | I4 دوهك توربوديزل | 79 كيلوواط (107 حصان، 106 حصان) عند 4000 دورة في الدقيقة  | 240 نيوتن متر (177 رطل قدم) عند 1750 دورة في الدقيقة | 171 كم / ساعة (106 ميل / ساعة) |
| 1.5 تيار مستمر 110             | K9K 898          | 1,461 سم مكعب (89.2 بوصة مكعبة) | I4 دوهك توربوديزل | 81 كيلو واط (110 حصان، 109 حصان) عند 4000 دورة في الدقيقة | 240 نيوتن متر (177 رطل قدم) عند 1750 دورة في الدقيقة | 168 كم / ساعة (104 ميل / ساعة) |
| 1.3 تي سي                      | H5Ht             | 1,332 سم مكعب (81.3 بوصة مكعبة) | I4 دوهك تيربو     | 116 كيلوواط (158 حصان، 156 حصان)                          | 254 نيوتن متر (187 رطل قدم)                          | غير متاح                       |

| الجيل الثاني (إتش.م) | الجيل الثاني (إتش.م) |
| ملخص                 | ملخص |
| -------------------- | --- |
| أيضا يسمى            | رينو، داستر |
| إنتاج                | 2017 إلى الوقت الحاضر2020 إلى الوقت الحاضر (البرازيل)2021 إلى الوقت الحاضر (روسيا) |
| المجسم               | رومانيا: ميوفنالبرازيل: ساو خوسيه دوس بينيايس (رينو البرازيل )كولومبيا: إنفيغادو ( سوفاسا )روسيا: موسكو (رينو روسيا )                                                                       |
| مصمم                 | رينو تكنوسنتر ورينو تكنولوجي روماني |
| الجسم والشاسيه       | |
| نمط الجسم            | بيك أب 5 أبواب دفع رباعيببابين |
| مجموعة نقل الحركة    | |
| محرك                 | - البنزين: - 1.0 لتر H5D تيربو I3 - 1.2 لتر H5Ft تيربو I4 - 1.3 لتر H5H تيربو I4 - 1.6 لتر H4M I4 - 2.0 لتر F4R I4 (أمريكا اللاتينية / دول مجلس التعاون الخليجي) - الديزل: - 1.5 لتر K9K I4 |
| توصيل                | 5 سرعات يدوييدوي6 سرعات أوتوماتيكي 6 سرعات (قابض مزدوج) |
| أبعاد                | |
| قاعدة العجلات        | 2673 مم (105.2 بوصة) |
| طول                  | 4320 ملم (170.1 بوصة)4341 ملم (170.9 بوصة) (بيك اب) |
| عرض                  | 1,822 مم (71.7 بوصة) |
| ارتفاع               | 1,630-1,700 ملم (64.2-66.9 بوصة) |

## الجيل الثاني (إتش.م 2017)
تم الإعلان عن الجيل الثاني بين 14 و24 سبتمبر 2017 خلال معرض فرانكفورت للسيارات مع وصول الطرز الفعلية إلى السوق الرومانية بعد ستة أسابيع في نوفمبر 2017.
الطراز الجديد له نفس الطول تقريباً ويأتي بخمسة مقاعد، على عكس شائعات ما قبل الإطلاق بأنه سيكون هناك طراز من سبعة مقاعد متاح. إنه مبني على نفس منصة B0 مثل الجيل الأول. تتميز الآن بنظام توجيه كهربائي، نظام كاميرا عرض متعدد يتكون من أربع كاميرات، ونظام تحذير من النقاط العمياء، وتحكم أوتوماتيكي في المناخ، ونظام دخول وإشعال بدون مفتاح، ومصابيح تشغيل نهارية. تم زيادة الخلوص الأرضي، كما تم تقديم نظام المساعدة عند بدء التلال، بالإضافة إلى التحكم في نزول التل.
تم تجديد التصميم الداخلي وتم تقليل الضوضاء الداخلية إلى النصف عن الجيل السابق. يتميز مستوى القطع العلوي بعجلات مقاس 17 بوصة (430 ملم). حتى طراز "كمفورت'' متوسط المدى يوفر تقنية بلوتوث القياسية، وتكييف الهواء، وسات ناف، وأجهزة استشعار وقوف السيارات الخلفية، والكاميرا الخلفية، ونظام تثبيت السرعة، وعلبة تروس من ست سرعات، وعجلات معدنية، ومقاعد أمامية رياضية، وفي جميع الأسواق في أوروبا، تكلف عدة آلاف من اليورو أقل من العلامات التجارية المنافسة.
يبلغ حجم صندوق الأمتعة نفسه تقريباً 445 لتراً في إصدارات الدفع الثنائي، أو 3.76 لتراً في إصدارات الدفع الرباعي، ومساحة تخزين مخصصة إجمالية تبلغ 28.6 لتراً.
وتحتفظ بإصدارات معدلة من نفس محرك الديزل سعة 1.5 لتر ومحركات بنزين 1.6 و1.2 لتر مثل الطراز السابق. يمكن مزاوجة الديزل بناقل حركة أوتوماتيكي مزدوج القابض. على الرغم من أنها متطابقة تقريباً من حيث الأبعاد، وفقاً لرئيس تصميم العلامة التجارية، لورانس فان دين اكر، فإن كل لوحة هيكل جديدة.
تستمر أسواق أمريكا اللاتينية ودول مجلس التعاون الخليجي في تثبيت محرك بنزين سعة 2 لتر من رينو الأصول كخيار رئيسي؛ هذا المحرك غير متوفر في أوروبا حيث لا يتناسب مع متطلبات انبعاثات غاز ثاني أكسيد الكربون واستهلاك الوقود.
في عام 2018، طرحت رينو لأول مرة عبر مجموعة داسيا محركها التوربيني الجديد المعدل والمتوافق مع يورو سعة 1.5 لتر. للحفاظ على انبعاثات أكسيد النيتروجين منخفضة، يتطلب هذا المحرك حقن سائل أد بلو في نظام العادم.
يحتوي الجيل الثاني من داسيا دستر على 13 إصداراً مختلفاً، و3 أنواع من الوقود (بنزين وديزل وبنزين / غاز البترول المسال) ونوعين من محركات الدفع (الدفع الأمامي والدفع الرباعي) ونوعين من علب التروس (يدوي وأوتوماتيكي).

### الأمان
في ديسمبر 2017، نشرت برنامج تقييم السيارات الأوروبية الجديدة نتائج اختبارات التصادم لنموذج الجيل الثاني. حصلت على ثلاثة من أصل خمسة نجوم، وتعتبر النتيجة متوقعة، على الرغم من أن معظم منافسيها حصلوا على خمس نجوم. تم منحها 27 نقطة (71٪) لحماية الركاب البالغين، 32 نقطة (66٪) لحماية الركاب الأطفال، 24 نقطة (56٪) لحماية المشاة وخمس نقاط (37٪) لميزات مساعدة السلامة.
في اختبار الإزاحة الأمامية، حصل السائق على درجات حماية هامشية إلى جيدة، بينما حصل راكب الراكب على تصنيفات كافية إلى جيدة. في اختبار العرض الأمامي الكامل، حصل رأس السائق على تصنيف حماية ضعيف وتصنيف مناسب إلى جيد لبقية الجسم.
كانت حماية المشاة «جيدة في الغالب أو كافية ولكن تم تسجيل نتائج سيئة على طول قاعدة الزجاج الأمامي وعلى طول أعمدة الزجاج الأمامي القاسية. وقد وفر المصد حماية جيدة لأرجل المشاة كما كانت حماية الحوض جيدة في جميع مواقع الاختبار».
فيما يتعلق بمعدات السلامة، فقد تم تخفيضها بسبب عدم وجود وسائد هوائية للركبة، وسائد هوائية خلفية جانبية للصدر، وسائد هوائية للحوض الجانبي، أو نظام فرملة طوارئ أوتوماتيكي أو نظام مساعد للمسار، لكنها حصلت على نقاط لتوافر محدد السرعة وتذكير حزام الأمان.
| امتحان          | نقاط        | ٪           |
| --------------- | ----------- | ----------- |
| شاملة:          | 3 من 5 نجوم | 3 من 5 نجوم |
| راكب بالغ:      | 27          | 71٪         |
| راكب طفل:       | 32          | 66٪         |
| مشاة:           | 24          | 56٪         |
| مساعدة السلامة: | 5           | 37٪         |

### داستر بيك اب
في أكتوبر 2020، قدمت داسيا نسخة البيك أب ذات الكابينة المفردة بناءً على طراز دستر بالدفع الرباعي.  
تم تطوير دستر بيك أب بالتعاون مع شركة رومتورنجيا للاستشارات الهندسية الرومانية من كامبولونج، وتتميز بصندوق شحن بطول 1.65 متر (5.4 قدم) بسعة تحميل تبلغ 1000 لتر (220 جالون؛ 260 جالون أمريكي) وحمولة قصوى تبلغ 500  كجم (1100 رطل)، خلوص أرضي يبلغ 224 ملم (8.8 بوصة)، ومجهز بمحرك ديزل بلو dCi الذي يولد 115 حصاناً (86 كيلو واط) وعزم دوران 260 نيوتن متر (190 رطل قدم).

### فيسكال
في عام 2018، طور المستورد النمساوي لشركة داتشيا نسخة شاحنة صغيرة من الجيل الثاني من دستر تسمى داسيا دستر فيسكال. هذا يحتوي على أرضية تحميل معدنية مسطحة، ومقسم شحن معدني، ونوافذ جانبية خلفية فارغة. لا تزال الأبواب الجانبية الخلفية مفتوحة، على الرغم من أن داسيا دستر فيسكال عبارة عن مقعدين صارمة. عرض المستورد النمساوي أيضاً نسخة فيسكال من دستر الأصلي.

### شد الواجهة
تختبر مجموعة رينو حالياً نماذج داسيا دستر لشد الواجهة. تم التقاط نموذجين من هذا القبيل في أحد شوارع مدينة تولياتي في منطقة سامارا في روسيا.

### استقبال
استعرض موقع كار واو البريطاني السيارة في يوليو 2018. وقد تعرض لانتقادات لضعف مجموعة المعدات في أدنى مستوى تقليم، مع الأخذ في الاعتبار سعرها، بسبب تصميمها الداخلي اللامع، واللون الداكن و«الملمس الرخيص»، وقلة الإضاءة  مرآة الزينة أو المحرك الكهربائي للنوافذ المزعج. من بين النقاط الجيدة هناك مقاعد قابلة للطي يمكن الوصول إليها، وكاميرات الرؤية الخلفية والبانورامية، وعجلة القيادة القابلة للتعديل بعمق، والرؤية الجيدة والتعامل داخل المدينة، والتعليق الناعم، ووضع القفل للدفع الرباعي.

## رياضة السيارات
شاركت نسخة منافسة من دستر، مزودة بمحرك بنزين V6 بقوة 350 حصان (261 كيلو واط) ويقودها آلان بروست، في نسخة 2009-2010 من بطولة أندروس لسباق الجليد الفرنسية، وحصلت على المركز الثاني في نهاية الموسم.

### 2010
في عام 2010، شاركت دستر في رالي عائشة دي غازيل، لتكون الأولى في فئة كروس أوفر. أنهى فريقا داسيا بنجاح السباق على متن دستر: احتلت دنيا وإيزابيل (الفريق 315 - داسيا) المركز الأول في الترتيب العام، بينما احتلت ناتالي ودوروثي (الفريق 316 - داسيا) المركز الخامس (من بين 8 فرق متنافسة في الصف).

### 2011
في عام 2011، أعلنت داسيا أنها ستسابق دستر في «فئة غير محدودة» من بكس بك هيل كلمب الدولي.
تم تشغيل داسيا دستر غير محدود بواسطة إصدار 850 حصان من محرك VR38DETT، المستخدم في نيسان جي تي آر، متزاوج مع ناقل حركة متسلسل بست سرعات. تم ضبط السيارة من قبل شركة هندسة تورك ورينو سبورت وسوديمو وكان يقودها الفائز ثلاث مرات بجائزة كأس أندروس جان فيليب دايراوت.

### 2013
في عام 2013، شارك نموذجان أوليان من رينو داستر في رالي داكار، الذي أقيم في بيرو والأرجنتين وتشيلي. كانت تعمل بمحركات V6 سعة 3.5 لتر، وتطوير أكثر من 300 حصان (224 كيلوواط)، وكان يقودها إميليانو سباتارو وخوسيه غارسيا، مع بنيامين لوزادا وخافيير موريسيو كسائقين مساعدين.
بالنسبة لإصداري 2015 و2016 من رالي داكار، تم تغيير رينو داستر بشكل كبير، وهي تتميز الآن بمحرك V8 (نيسان VK-50)، وعلبة تروس«ساديف»، وممتصات صدمات «ريغير»، وملاقط «بور بريك» بستة مكابس.

### نتائج داكار
| سنة  | فصل   | سائق                   | سائق مساعد             | نتيجة      | مراحل      |
| ---- | ----- | ---------------------- | ---------------------- | ---------- | ---------- |
| 2013 | سيارة | إميليانو سباتارو       | بنجامين لوزادا         |            | 0          |
| 2013 | سيارة | خوسيه فرانسيسكو غارسيا | موريسيو خافيير مالانو  | 29         | 0          |
| 2014 | سيارة | إميليانو سباتارو       | بنجامين لوزادا         | الرابع عشر | 0          |
| 2014 | سيارة | خوسيه فرانسيسكو غارسيا | موريسيو خافيير مالانو  |            | 0          |
| 2015 | سيارة | إميليانو سباتارو       | بنجامين لوزادا         | 21         | 0          |
| 2015 | سيارة | خوسيه فرانسيسكو غارسيا | موريسيو خافيير مالانو  |            | 0          |
| 2015 | سيارة | فرناندو لويس براداش    | روبرتو صموئيل كورفالان | 0          |            |
| 2016 | سيارة | كريستيان لافييل        | جان ميشيل بولاتو       | يحدد لاحقاً | يحدد لاحقاً |
| 2016 | سيارة | إميليانو سباتارو       | بنجامين لوزادا         | يحدد لاحقاً | يحدد لاحقاً |
| 2016 | سيارة | فرناندو لويس براداش    | روبرتو صموئيل كورفالان | يحدد لاحقاً | يحدد لاحقاً |

| داسيا داستر مفهوم                           | داسيا داستر مفهوم      |
| ------------------------------------------- | ---------------------- |
| مفهوم داسيا دستر في معرض جنيف للسيارات 2009 |                        |
| ملخص                                        |                        |
| الصانع                                      | داسيا                  |
| إنتاج                                       | 2009 (مفهوم السيارة )  |
| الجسم والشاسيه                              |                        |
| فصل                                         | دفع رباعي مدمجة (J )   |
| نمط الجسم                                   | 5 أبواب دفع رباعي      |
| تخطيط                                       | محرك أمامي ، دفع رباعي |
| مجموعة نقل الحركة                           |                        |
| محرك                                        | 1.5 لتر I4 (ديزل)      |

## مفهوم السيارات
قدمت رينو ديزاين أوروبا الوسطى، في معرض جنيف للسيارات 2009، سيارة مفهوم اسمها داسيا داستر. كانت هذه السيارة النموذجية عبارة عن سيارة دفع رباعي ذات 5 أبواب مع أبواب انتحارية خلفية لسهولة الوصول إليها، والتي تلبي احتياجات العائلات، مع مقصورة فسيحة في حزمة مدمجة وصندوق خلفي كبير 470 لتراً (124 غالوناً أمريكياً؛ 103 جالوناً). كان مستوى انبعاث المحرك 139 جراماً من ثاني أكسيد الكربون لكل كيلومتر، وكان استهلاك الوقود 5.3 لتر / 100 كم (44 ميلا في الغالون ‑ الولايات المتحدة؛ 53 ميلا في الغالون).
كانت داسيا دستر أول سيارة مفهوم طورتها داسيا، بالتعاون مع رينو ديزاين تكنوسنتر، تحتوي دستر عادةً على أربعة مقاعد ولكن يمكن تحويلها إلى سيارة ذات مقعدين، وينزلق مقعد الراكب أسفل مقعد السائق وينزلق المقعد الخلفي الأيمن أسفل المقعد الخلفي الأيسر مما يوفر مساحة إضافية تبلغ 2000 لتر (71 قدماً مكعباً) مثالية لـ دراجة.
كانت سيارة دستر الاختبارية مزودة بمحرك ديزل داخلي رباعي سعة 1.5 لتر، ومزود بحقن وقود بوش مونو جيترونيك بقوة 106 حصان (78 كيلو واط، 105 حصان) عند 5400 دورة في الدقيقة و240 نيوتن متر (177 قدماً مكعباً) عند 2000 دورة في الدقيقة من عزم الدوران. كانت مركبة ذات محرك أمامي أو بعجلتين أو ذات دفع رباعي، على أساس منصة نيسان ب. يمكن أن تتسارع من 0 إلى 100 كم / ساعة (62 ميل / ساعة) في 9.6 ثانية. إذا تم إنتاج النموذج، لكان سعره الأولي حوالي 15000 يورو (18750 دولاراً أمريكياً).
في معرض ساو باولو للسيارات 2012، قدمت رينو مفهوم دي كروس، بناءً على نسخة الإنتاج من رينو داستر. تم تصميمه بواسطة تصميم رينو أمريكا اللاتينية وكان الهدف منه «التأكيد على متانة المنفضة وقدرتها على جميع التضاريس». تميزت بمخطط طلاء أخضر لامع وأسود غير لامع، ارتفاع مرتفع للركوب، ورفوف على السقف وإطار احتياطي فوقها، ولكن لم يتم تقديم تفاصيل أخرى.
وقد عرضت رومانيا نسخة قتالية من دستر، مزودة بالدروع، ونش، ومدفع رشاش مثبت على السقف.
في أكتوبر 2014، قدمت رينو سيارة عرض بيك آب مزدوجة الكابينة تسمى دستر أورش في معرض ساو باولو للسيارات. تأخذ السيارة النموذجية أدلة تصميم من مفهوم دي كروس، والتي تم الكشف عنها في الإصدار السابق من الحدث.

## الاستخدام السابق للاسم
كان داسيا دستر أيضاً الاسم المستخدم لبيع ARO 10 في بعض الأسواق، مثل المملكة المتحدة، خلال الثمانينيات وأوائل التسعينيات. تم تقديمه بطرازات رودستر ذات سقف ناعم وبابين.

## ذات صلة
ويكيميديا كومنز لديها وسائل الإعلام المتعلقة داسيا دستر.
الموقع الرسمي داسيا دستر

## وصلات خارجية
- الموقع الرسمي